# Marc-Éric Gueï
Pour les articles homonymes, voir Gueï.
Marc-Éric Gueï, né le 28 juillet 1980 à Kontrou, est un footballeur international ivoirien. Son poste de prédilection est attaquant.

## Carrière
Marc-Éric Guei commence le football au Stade d'Abidjan puis rejoint le centre de formation du Montpellier HSC. Après son apprentissage en équipe réserve, il fait ses débuts en Division 1 à l'âge de 19 ans lors d'un Montpellier - Monaco (2-3). Obtenant un temps de jeu limité en pro, le club décide de le prêter en National à ASOA Valence, alors relégué de L2 et en proie à des difficultés en championnat.
Marc-Éric se révèle alors en participant à la remontée du club au classement en inscrivant pas moins de 15 buts. Fort de cette première expérience, les dirigeants montpelliérains décident de le tester à un niveau plus élevé. Ainsi en 2001/2002, il reprend avec l'équipe A du Montpellier HSC, mais part vite en L2 du côté de l'AS Beauvais.
Ses débuts sont fabuleux, Marc Éric figure parmi les meilleurs buteurs de L2 et le club dans lequel il est prêté joue la montée en L1. Mais à partir de la trêve, Marc-Éric n'a plus la même efficacité à l'image de l'équipe qui manque la L1 à peu de points.
Toutefois, pour son retour au Montpellier Hérault Sport Club en 2002/2003, il obtient un vrai rôle dans l'équipe première disputant 20 matchs et inscrivant ses premiers buts dans l'élite. Il ne convainc malgré tout pas ses dirigeants qui le transfèrent dans l'ambitieuse équipe de LB Châteauroux. Même s'il rate la montée, il réalise une saison efficace (12 buts) et parvient jusqu'en finale de la Coupe de France en 2004.
À partir de la saison suivante, il perd inexplicablement sa place dans le onze type berrichon et son temps de jeu est amoindri, il part lors du mercato 2005 au CS Sedan-Ardennes pour une expérience difficile. Entre blessures et inefficacité, il ne fera que 4 petits matchs en deuxième division. Au mercato, il espère se relancer au FC Gueugnon en signant un contrat de six mois, mais il ne marquera que deux buts.
La L2 ne lui souriant plus, il repart en National dans l'ambitieuse équipe du Sporting Toulon Var où il sera une des rares satisfactions de l'effectif en marquant 10 buts, mais finissant en CFA.
Le retour au statut amateur du club coïncide avec son départ, et après un court intérim à Dubaï où il ne reste que quelques semaines, il tente l'expérience en  Belgique au KV Ostende.
Sa première saison est très satisfaisante, et il parvient à mettre 11 buts en 13 matchs, renouvelant son contrat jusqu'en 2011. Après un bon début lors de sa deuxième année, il est prêté à la surprise générale en D2 grecque à l'Olympiakos Volos, réalisant 16 matchs et inscrivant 10 buts.
Il rejoint en janvier 2013 le championnat réunionnais et les rangs de l'US Bénédictins.

## Clubs
- 1995-1998 : Stade d'Abidjan  Côte d'Ivoire
- 1998-2000 : Montpellier HSC  France
- 2000-2001 : ASOA Valence  France
- 2001-2002 : AS Beauvais  France
- 2002-2003 : Montpellier HSC  France
- 2003-2004 : LB Châteauroux  France
- 2004-2005 : CS Sedan-Ardennes  France
- 2005-2006 : FC Gueugnon  France
- 2006-2007 : Sporting Toulon Var  France
- 2007 : Dubaï Club  Émirats arabes unis
- 2007-2009 : KV Ostende  Belgique
- 2009-2010 : Ethnikos Olympiakos Volos FC  Grèce
- 2010-2011 : OFI Crète  Grèce
- 2011 : Panetolikós FC  Grèce
- 2011 : Panserraikos FC  Grèce
- 2013- : US Bénédictins  France

## Palmarès
- Finaliste de la Coupe de France : 2004

## Statistiques
- 25 matchs (3 buts) en L1[8]
- 85 matchs (24 buts) en L2
- 67 matchs (25 buts) en National
- 39 matchs (21 buts) en CFA
- 29 matchs (18 buts) en D2 belge
- 16 matchs (10 buts) en D2 grecque